# Mbongno jezik
Mbongno jezik (bungnu, bungun, bunu, gbunhu, kakaba, kamkam; ISO 639-3: bgu), nigersko-kongoanski jezik skupine mambiloid, kojim govori 3 000 ljudi u Nigeriji (Blench and Connell 1999) u državi Taraba, grad Kakara, i u susjednom dijelu Kameruna, u provinciji Adamawa, gdje ga nazivaju kamkam.
Jedan je od četiri jezika podskupine magu-kamkam-kila

## Vanjske poveznice
- Ethnologue (14th)
- Ethnologue (15th)